# Hidde de Brabander
Hidde de Brabander (Poeldijk, 1980) is een Nederlandse patissier. Hij is onder andere bekend van zijn werk als televisiekok bij 24Kitchen. De Brabander ontving in 2018 de titel 'Meester Patissier'. In november 2021 behaalde hij zijn tweede titel als SVH Meesterijsbereider.
De Brabander heeft als patissier gewerkt bij restaurants als De Librije en Parkheuvel. Hij is eigenaar van het patisseriemerk Dreams of Magnolia. In 2016 startte hij bij 24Kitchen en presenteert daar het programma De Brabander bakt. Ook was hij wekelijks als 'zoete chef' te zien bij het televisieprogramma Koffietijd. In 2020 raakte hij deels arbeidsongeschikt voor een periode van acht maanden door reukverlies ten gevolge van een coronabesmetting.. Na die tijd is zijn reukvermogen weer volledig teruggekeerd.
Sinds 2019 is Hidde ook actief als kunstschilder- en dichter. Onder de naam 'Huile sur la Vie' maakt hij olieverfschilderijen op een standaard formaat van 50x70 en altijd met een bijpassend gedicht. Zelf omschrijft hij zijn stijl als 'chansonnisme'. 
Tijdens de zomereditie van 2023 was Hidde deelnemer aan het TV-programma De Slimste Mens waar hij als enige de uiteindelijke seizoenswinnaar Tom Kleijn wist te verslaan.
Hidde is openlijk lid van de Orde van Vrijmetselaren en arbeid in de Haagse, masculine Loge Le Véritable Zèle No. 271.

## Loopbaan
- 2017 t/m 2019: Bakkerij Roodenrijs, Wateringen
- 2019 t/m 2002: Huize van Wely, Noordwijk en Amsterdam
- 2002 t/m 2003: Patisserie De Rouw, Vught
- 2003 t/m 2005: Landgoed Duin en Kruidberg, Santpoort-Noord
- 2005 t/m 2006: Restaurant Parkheuvel, Rotterdam
- 2006 t/m 2007: De Librije, Zwolle
- 2007 t/m 2010: Landgoed Duin en Kruidberg, Santpoort-Noord
- 2008 t/m heden: Dreams of Magnolia, eigen onderneming
- 2020 t/m heden: Het IJscentrum en Patisserie Academie, Vlaardingen

## Publicaties
- 2016: Patisserie., Kosmos
- 2017: De Brabander Bakt, 24Kitchen
- 2019: Chocolaterie., Kosmos
- 2020: Glacerie., Kosmos
- 2022: Boulangerie., Kosmos
- 2025: Een Taart voor de Prinses, Sauberhaus

## TV-programma's
- 2014: Bake My Day, Net5
- 2015: Koffietijd, RTL4
- 2016: Hollandse Bakkers, 24Kitchen
- 2016: De Brabander Bakt, 24Kitchen
- 2017: De Chocolade Show, RTL4

## (Gast)Optredens TV-programma's
- 2014: Masterchef, Net5
- 2017: Smaakt naar meer, Omroep Max
- 2017: 5 Uur Live, RTL4
- 2017: Keuringsdienst van Waarde, KRO-NCRV
- 2018: RTL Late Night, RTL4
- 2019: Klikbeet, NTR
- 2020: De Keuringsdienst van Waarde Test, KRO-NCRV
- 2020: Doorbakken, Omroep Max
- 2020: OP1, NPO1
- 2021: Jinek, RTL 4
- 2021: Keuringsdienst van Waarde, KRO-NCRV
- 2022: Celebrity Masterchef, Viaplay
- 2022: Het Klokhuis, NPO Zapp
- 2023: De Slimste Mens, KRO-NCRV
- 2023: Beau, RTL 4
- 2023: Serious Christmas, Powned
- 2025: Boem Pats Kledder, NPO Zappelin
- Diverse datums: Tijd voor Max, Omroep Max
- Diverse datums: RTL Boulevard, RTL 4
- Diverse datums: Shownieuws, SBS6

## Podcasts
- 2023: De Bakcast
- 2024: Wat schaft de podcast
- 2024: Smakelijk!
- 2025: De Vegan Lekkerbek
- 2025: Vrijmetselaars Podcast
- 2025: Royal Tea